# Firefly Alpha
A  Firefly Alpha egy fejlesztés alatt álló, az amerikai Firefly Aerospace privát fejlesztésű, egyszer felhasználható hordozórakétája. Célja, hogy kis méretű műholdakat juttasson Föld körüli pályára elérhető áron. Első indítását az átalakított kaliforniai Vandenberg légitámaszpont SLC–2W indítóállásáról tervezik, mely az utolsó Delta II startja óta kihasználatlanul állt. Második kilövési helyszínként 2019-óta bérlik a Cape Canaveral Air Force Station SLC–20-as kilövőállását is.
Havonta két kilövést terveznek a rakétával, akár egyéni megrendelésre, akár több megrendelővel a rideshare szolgáltatás keretein belül. Fejlesztését az európai befektetők miatt a Brexit, valamint a Covid19 világjárvány is hátráltatta, a többszöri halasztások után első startját 2021 első felére ígérik.
A rakéták gyártását a texasi Briggsben végzik, de tervezik egy második gyártósor felállítását Cape Canaveral-ban 2022-től.

## Felépítése
A rakéta teljes egészében kompozitanyagokból épül fel. A rakéta részegységei 3D nyomtatással szénszálas anyagokból készülnek, és ezzel az első teljesen szénszálból épült rakéta a világon. A teljesen automatizált gyártósor lehetővé teszi egy rakéta teljes legyártását 14 nap alatt, így biztosítva a havi két kilövést.

### Első fokozat
Az első fokozat meghajtásáról 4 darab Reaver I hajtómű gondoskodik, és a fokozat saját hélium tartálya gondoskodik az RP–1 üzemanyag és a folyékony oxigén (LOX) tartályokban az állandó nyomásról.

### Második fokozat
A második fokozat egy darab Lightning I hajtóművel rendelkezik, és az elsőhöz hasonlóan szintén hélium tartja nyomás alatt az RP-1 és LOX tartályokat. Itt található többek közt a repülésvezérlő számítógép és a repülésmegszakító berendezés is.

## Indítási napló
| Küldetés neve       | Dátum és időpont (UTC)          | Starthely                   | Teher               | Keringési pálya        | Kilövés eredménye   | Megjegyzés                    |                     |
| Tervezett indítások | Tervezett indítások             | Tervezett indítások         | Tervezett indítások | Tervezett indítások    | Tervezett indítások | Tervezett indítások           | Tervezett indítások |
| ------------------- | ------------------------------- | --------------------------- | ------------------- | ---------------------- | ------------------- | ----------------------------- | ------------------- |
| FLTA001             | 2021. szeptember 3. 01:00-05:00 | SLC–2W, Vandenberg légitám. | DREAM               | LEO 300 km, 138° inkl. | tervezett           | A Firefly Alpha első repülése |                     |